# Plano horizontal
En anatomía humana, los planos horizontales son cualquier plano paralelo al suelo que divide el cuerpo en posición anatómica en secciones superior o cefálica e inferior, podálica o caudal. Forman ángulo recto con los planos sagitales y frontales. El plano horizontal medio pasa por encima de la pelvis perpendicularmente a la columna vertebral.
Son un tipo de planos del cuerpo usados para describir la localización de sus partes en relación unas con otras.
Divide al cuerpo en la parte inferior o caudal y la parte superior o cefálica.
En odontología, son aquellos planos que pasan por un diente en ángulos rectos con su eje largo.

### Craneal
El segmento proximal, craneal o cefálico es el segmento que se encuentra más cercano a la cabeza.
Ejemplo: la segunda costilla es cefálica con relación a la tercera costilla. El manubrio esternal es cefálico, con relación al cuerpo del esternón.

### Caudal
El segmento distal, caudal o podal es el segmento que se encuentra más cercano a la cola o al extremo posterior. 
Ejemplo: la tercera costilla es caudal con relación a la segunda costilla. El cuerpo del esternón es caudal, con relación al manubrio esternal. 

En el campo de la Geometría descriptiva, dentro del sistema diédrico, el plano horizontal es aquel plano paralelo al plano horizontal de proyección, y tiene la cualidad de que todos los objetos contenidos en él se representan en verdadera magnitud en la proyección horizontal, y en una sola línea en la proyección vertical, paralela a la línea de tierra. En las perspectivas axonométricas, el plano horizontal es aquel paralelo al plano horizontal de proyección y cuyas trazas son paralelas a los ejes X e Y.